# Albin Belina Węsierski
Albin Węsierski herbu Węsierski (Belina odm.), hrabia (ur. 12 kwietnia 1812 w Zakrzewie, zm. 21 września 1875) – właściciel ziemski, polski patriota, żołnierz powstania listopadowego, miłośnik archeologii, badacz i opiekun Ostrowa Lednickiego.

## Życiorys
Urodzony z rodziców – Wincentego Węsierskiego pana na Zakrzewie oraz hrabianki Józefy Bnińskiej. Rodzina wielkopolska pochodząca z miejscowości Węsiory na Kaszubach, od której to miejscowości przybrali nazwisko Węsierskich. Ożenił się z Ludwiką hrabiną Kwilecką, córką hrabiego Józefa Kwileckiego na Wróblewie i Lucyny z Czarneckich. Miał syna i pięć córek: Zbigniew (na mocy praw Ordynacji ustanowionej przez hrabiego Józefa Kwileckiego dzieci jego tracą nazwisko i herb Węsierskich, a noszą tylko herb i nazwisko Kwileckich), Laura, Emilia, Wanda, Celina, Józefa. Dyplomem z dnia 30 października 1854 r. został mianowany hrabią pruskim. Królewski pruski szambelan, dożywotni członek pruskiej Izby Panów. Członek Koła Polskiego w pruskim parlamencie. 
W majątku w Zakrzewie wybudował okazały pałac w stylu francuskim w miejsce starego dworu, a także zabudowania folwarczne, obory, owczarnię, gorzelnię, oficynę mieszkalną oraz stajnię. Dzięki dobrej ręce do prowadzenia gospodarstwa, obrotności i umiejętności wykorzystywania podpatrywanych m.in. we Francji sposobów rozwoju rolnictwa, stworzył znakomicie prosperujące gospodarstwo rolno-hodowlane. Uczestniczył jako podporucznik Wojska Polskiego w powstaniu listopadowym w 1831 r., za co został odznaczony Złotym Krzyżem Virtuti Militari. Był deputowanym ze stanu rycerskiego z powiatu gnieźnieńskiego na sejm prowincjonalny Wielkiego Księstwa Poznańskiego w 1845 roku. W 1856 r. wykupił od rządu pruskiego Ostrów Lednicki (kolebkę polskiej państwowości z czasów Mieszka I i Bolesława Chrobrego), aby zachować go dla narodu i uchronić przed zniszczeniem. Dzięki jego staraniom Ostrów Lednicki zaczęli badać pracownicy Poznańskiego Towarzystwa Przyjaciół Nauk i krakowskiej Akademii Umiejętności, co zaowocowało ukazaniem się licznych artykułów prasowych dotyczących jednego z ważniejszych miejsc polskiego dziedzictwa narodowego.  W swoim pałacu w Zakrzewie zgromadził kolekcję zabytków archeologicznych, pochodzących głównie z Ostrowa Lednickiego i najbliższej okolicy, na bazie której chciał utworzyć swoiste "Muzeum Lednickie". Do jego kolekcji zabytków archeologicznych trafiły także monety ze średniowiecznego skarbu odkrytego w 1872 roku we wsi Głębokie (obecnie gmina Kiszkowo), z których Węsierski przekazał 11 brakteatów do zbiorów British Museum w Londynie. 
Albin Węsierski, jako patron i darczyńca sławieńskiego kościoła, został pochowany w wybudowanej przez siebie kaplicy grobowej Węsierskich w Sławnie, co ostatecznie potwierdził historyk Artur Marcyniuk w monografii naukowej Sławno i parafia sławieńska na przestrzeni wieków.